# Thorectes reflexus
Thorectes reflexus är en skalbaggsart som beskrevs av Henri Jekel 1865. Thorectes reflexus ingår i släktet Thorectes och familjen tordyvlar. Inga underarter finns listade i Catalogue of Life.